# Кустарёвка (станция)
Кустарёвка — узловая промежуточная железнодорожная станция с малым объёмом работы Московско-Рязанского региона Московской железной дороги. Расположена в посёлке Кустарёвка Сасовского района Рязанской области.
Располагается на электрифицированной двухпутной линии Москва — Рязань — Рузаевка. От станции отходит неэлектрифицированная однопутная ветка на Вернадовку. Является передаточной между Московской и Куйбышевской железными дорогами: на востоке станции проходит граница с Пензенским регионом Куйбышевской железной дороги.
В инфраструктуру станции входит тяговая электрическая подстанция (ЭЧЭ) № 83 «Кустарёвка-тяговая» 110/27,7/10 кВ Рязанской дистанции электроснабжения ЭЧ-15.
На станции расположена ФТЧЭ-90 Кустарёвка — филиал локомотивного эксплуатационного депо Рыбное-Сортировочное ТЧЭ-38.
Также на станции находится база запаса РЖД, составляющая на 2010 год около 40 единиц подвижного состава ВЛ10, ВЛ11, ВЛ80, 2ТЭ10, 2М62 и их модификаций.
На станции две пассажирских платформы. 1-я береговая низкая платформа расположена вдоль здания вокзала имеет длину 170 метров и обслуживает 1-й (6-й) путь. 2-я платформа — низкая островная длиной 330 метров, обслуживает 3-й (II-й) и 4-й (I-й) пути.

## Пассажирское сообщение
Станция является промежуточной остановкой пригородных электропоездов Пичкиряево — Сасово, местных пригородных дизель-поездов Сасово — Свеженькая. В сторону Сасово ходят пять поездов в сутки, в сторону Пичкиряева — два поезда до Свеженькой, три поезда до Пичкиряево.
Станция является транзитной для большинства поездов дальнего следования. Лишь один поезд №391 Челябинск — Москва имеет остановку по станции.